# Памятник жертвам еврейского гетто в Кагуле

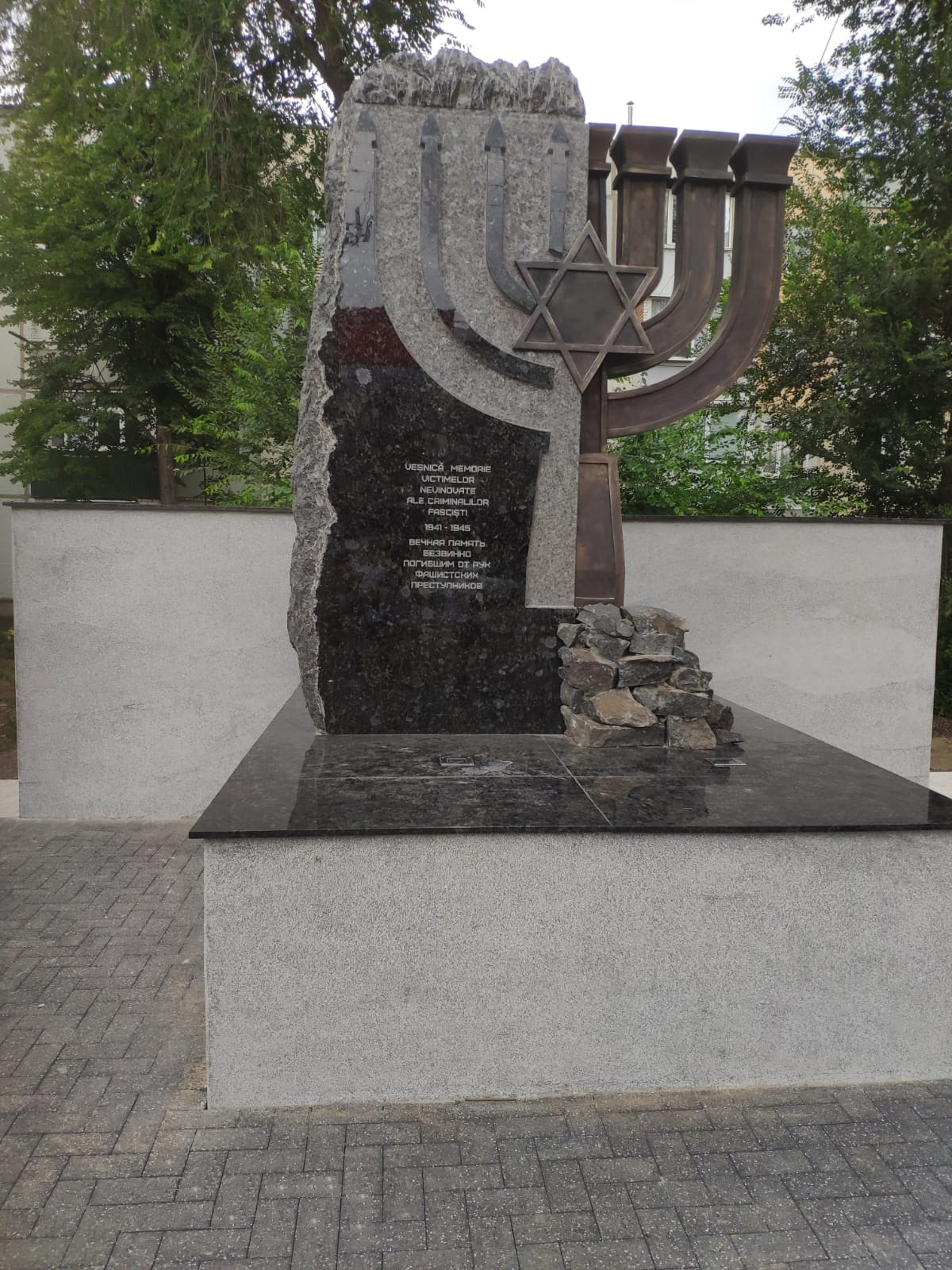
Памятник жертвам гетто г. Кагула

Памятник жертвам еврейского гетто — мемориальное сооружение на месте еврейского гетто в городе Кагуле в память о евреях, убитых немецко-румынскими фашистами в годы Великой Отечественной войны в рамках политики преследования и уничтожения евреев.

## Памятник жертвам еврейского гетто в городе Кагуле
В 1991 году исполнилось 50 лет Катастрофе евреев Молдовы и Транснистрии, в связи с этим еврейская газета «Наш Голос» писала на русском языке, что в 1940 г. до войны в Бессарабии проживало 400000 евреев, а летом 1941 г., когда в Бессарабии и Транснистрии установился режим Германо-Румынского фашизма, осталось 6833 еврея. В этой же газете «Наш Голос» историк Исидор Пилат указывал, что согласно «Карте Катастрофы евреев Молдовы» в г. Кагуле находилось гетто.
В годы фашистской оккупации на территории Молдовы и в прилегающих областях Украины (территория между Бугом и Днестром) было создано 250 гетто и концлагерей. В том числе и в Кагуле было создано гетто по приказу № 61 от 24 июля 1941 года, отданным высшим губернатором Бессарабии К. Вайкулеску. Ответственным за исполнение приказа был назначен зам. начальника штаба, подполковник Паладий. Подробно это событие изложено в книге академика Николая Гуцул «Они сражались против фашизма». В данном приказе предусматривалась регистрация евреев в течение 3 дней. К 1 августа 1941 года фашистами было выявлены около 1000 евреев города и окрестностей и заключены в гетто (нынешняя улица Штефан чел Маре № 37, г. Кагул (молд. Cahul, Кахул). В марте 1945 года комиссия по установлению и расследованию злодеяний немецко-румынских захватчиков по Кагульскому уезду МССР (Национальный архив Молдовы фонд 1026 опись 2) — ксерокопия опубликована в книге «Холокост, факты, только факты…» Кишинев 2007 г., Михаил Беккер, стр.6, стр.292, 296. — указывает формы ликвидации евреев на территории уезда (массовые расстрелы, повешения, сбрасывание живых людей с самолёта, закалывание вилами, избиение дубинками до смерти). В самом гетто была высокая смертность от инфекционных болезней, голода и тифа. Согласно карте военного штаба губернии, опубликованной АНРМ, д-р Евгением Брик — научным сотрудником культурного отдела, мест массового уничтожения евреев Молдовы в годы Второй мировой Войны, г. Кагул указан под № 46.
По данным опубликованным П. М. Шорниковым в монографии «Молдавия в годы Второй мировой Войны», уже 20 июля, в первый день оккупации города Кагула, был создан лагерь временного пребывания, куда жандармы свозили евреев, обнаруженных в окрестных селах. Число заключенных составило 524 человека (лагерь по ул. Штефан чел Маре 37 — тогда это был край города). Зам. начальника штаба подполковник Паладий в своём отчете за октябрь 1942 года докладывал о выполнении приказа о ликвидации еврейского населения на территории Бессарабии и указывал, что по Кагулу было интернировано более тысячи человек.
В национальном архиве Республики Молдова и мемориальном Музее Холокоста в Вашингтоне хранится «Регистр евреев Кагульского гетто». Из него и воспоминаний бывших узников гетто следует, что оккупанты отвели несколько мест, в которых к 1 августа 1941 года содержалось около тысячи евреев города и примыкавших к нему населённых пунктов. Одно из таких мест располагалась на бывшей улице Танкистов (ныне — ул. Штефана чел Маре № 37).
По книге историка К.Рябцова «Cahul» (стр.94-95) в Кагуле, где в 1940 году до войны действительно проживало 1200 евреев, было расстреляно 980 человек; на 1 ноября 1943 года осталось 14 человек.

## Воспоминания очевидцев
В 2013 году студентами индустриально-педагогического колледжа А. Коломеец и А.Иванченкова были записаны воспоминания уроженца Кагула Василия Ванцевича, который из рассказа его бабушки, носившей иногда в гетто виноград со своего огорода, воду, хлеб поведала ему о нечеловеческих условиях в которых содержались старики, женщины и дети в гетто. Она же показала ему лес на Липованке (сейчас застройки), над которым через день летали самолёты, сбрасывая на землю несчастных.
Кроме неё о событиях военных лет были записаны воспоминания Екатерины Ефремовны Диминеску, которой в 1941 году было 13 лет: «В городе было три концлагеря для евреев. Два маленьких и один большой на краю города (напротив магазина „Радиотовары“, сейчас ул. Штефан чел Маре 37). Это гетто занимало площадь в два квартала, другое поменьше, где располагается фабрика „Трикон“, ещё одно где-то на Липованке — не помню где точно. Гетто просуществовали около года». Очевидцы тех лет Иван Николаевич Флёштор, Александра Дмитриевна Бойченко, Иван Николаевич Миронеску, Иван Пержу и Николай Авраам, (тогда им было 10-13 лет) рассказывали, как каждый день полные подводы с трупами вывозили из гетто и сбрасывали в овраги за городом. Кагульская община инициировала создание видеофильма, в котором бывшие узники гетто ещё успели поделиться своими воспоминаниями о тех ужасных временах бедствий. Тогда же родилась идея создания памятника мученикам.

## Проект и финансирование
Кагульское Общество еврейской культуры (рук. — Семён Бронштейн) обратилось с инициативой о возведении памятника «Жертвам Холокоста» в примарию города. Установить памятник предлагалось в пустующем сквере по ул. Штефан чел Маре 37, где когда-то в годы войны находилось гетто.
10 ноября 2016 года Кагульский муниципальный Совет принял решение «О возведении памятника жертвам Холокоста» (№ 8/28 (13/28)-ХХV), согласно которому был утверждён проект-концепция памятника и благоустройства прилегающей территории. Этот проект был рассмотрен и одобрен муниципальными советниками, утверждён на заседании правления «Ассоциации Евреев Молдовы — бывших узников нацизма» (протокол № 4 от 20.10.2016), согласован академией наук, министерством культуры, министерством финансов, министерством юстиции. Также этот проект неоднократно обсуждался посредством СМИ (пресса, радио, ТВ и т. п.).
Впоследствии, Постановлением № 180 от 22.03.2017, правительство Р. Молдова утвердило возведение памятника по проекту, согласованному Министерством культуры.
Разработанный по заказу Еврейской Общины Республики Молдова архитектором Дмитрием Катеревым и скульптором Вячеславом Жиглицким памятный знак состоит из гранитной и бронзовой частей, имеет форму меноры со звездой Давида, расположенной в центре. Композиция символизирует вечную память о жертвах нацизма, а застывшее на вершине гранитного камня пламя символизирует скорбь. На гранитной поверхности высечены слова: «Вечная память безвинно погибшим от рук фашистских преступников».
Финансирование сооружения и благоустройство осуществлено силами еврейской Общины при поддержке «Ассоциации Евреев Молдовы — бывших узников нацизма» и помощи "Еврейского благотворительного фонда «Хэсэд Иегуда» (рук. Александр Филипов). Общая стоимость проекта — 500 000 лей (28 000 долларов США).

## Открытие памятника
Церемония открытия состоялась 21 июля 2020 г. Открыли памятник председатель Еврейской общины Республики Молдова Александр Билинкис и бывшая узница гетто Софья Звонарёва. На открытии памятника присутствовали: государственный секретарь министерства просвещения, культуры и исследований Республики Молдова — Андрей Кистол, председатель района Марчел Ченушэ, примар Кагула Николае Дандиш, руководитель кагульской еврейской общины Семён Бронштейн, директор республиканской еврейской общины Юлия Шейнман, Алла Болбочану — директор Американского еврейского объединённого распределительного комитета «Джойнт» в Молдове.
После минуты молчания присутствовавшие возложили цветы, переданные международными и национальными организациями, в том числе, миссией ОБСЕ в Молдове, Посольством США в Молдове. Поминальную молитву прочёл раввин еврейской республиканской общины Шимшон Даниель Изаксон.